# Kabinett Jansson

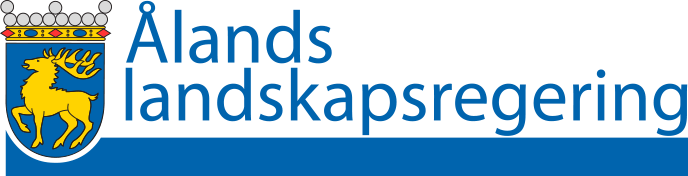
Logo der Åländischen Landschaftsregierung.

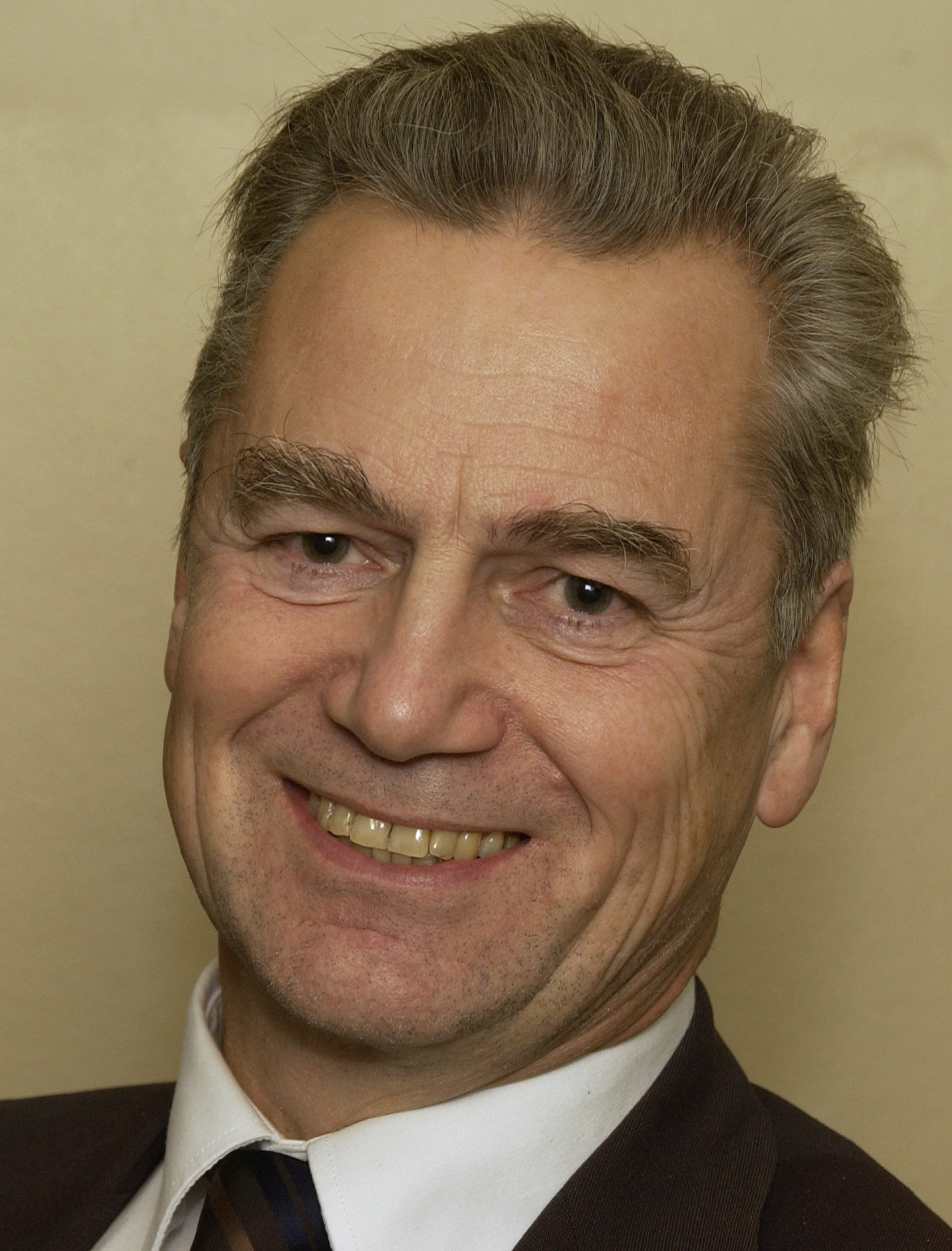
Roger Jansson war von 1995 bis 1999 Lantråd von Åland.

Das Kabinett Jansson war von 1995 bis 1999 die Landschaftsregierung von Åland, eine mit weitgehender politischer Autonomie ausgestattete Landschaft Finnlands.
Die Regierung wurde am 24. November 1995 vom Lantråd von Åland Roger Jansson von der Freisinnigen Zusammenarbeit FS (Frisinnad Samverkan) gebildet und löste das Kabinett Erlandsson ab. Die Regierung, der neben der Freisinnigen Zusammenarbeit auch Vertreter des Åländischen Zentrums C (Åländsk Center) und der Ungebundenen Sammlung auf Åland ObS (Obunden Samling) angehörten, blieb bis zum 2. Dezember 1999 im Amt und wurde daraufhin vom Kabinett Nordlund I abgelöst.
Bei der Wahl am 15. Oktober 1995 wurde C unter Roger Nordlund mit 27,8 Prozent (9 Sitze) abermals stärkste Kraft, während die Liberalen auf Åland LIB (Liberalerna på Åland) von Olof Erlund 26,6 Prozent (8 Mandate) und die FS unter Roger Jansson 20,6 Prozent (7 Sitze) bekamen. Ålands Sozialdemokraten ÅSD (Ålands socialdemokrater) von Lasse Wiklöf erhielt 15,2 Prozent (4 Mandate) und die ObS unter Danne Sundman 9,8 Prozent (3 Sitze). Nach der Wahl kam es jedoch nicht zur Neuauflage der bisherigen Koalition von C, FS und ÅSD, sondern am 24. November 1995 zur Bildung einer Koalition von FS, C und ObS, die in der Lagting, dem Parlament von Åland, über 19 der 30 Sitze verfügte. Bei der darauf folgenden Wahl am 17. Oktober 1999 wurde nunmehr die LIB von Olof Erlund mit 28,7 Prozent (9 Sitze) größte Fraktion, gefolgt von der C unter Roger Nordlund mit 27,3 Prozent (9 Mandate) und FS von Roger Jansson mit 14,5 Prozent (4 Sitze). Weiterhin waren in der Lagting die ObS unter Danne Sudmann mit 12,8 Prozent (4 Mandate), die ÅSD von Lasse Wiklöf mit 11,8 Prozent (3 Sitze) und die erstmals angetretene Ålands Fortschrittsgruppe ÅFG (Ålands Framstegsgrupp) unter Ronald Boman mit 4,8 Prozent (1 Mandat) vertreten. Auch nach dieser Wahl wurde die bisherige Regierung FS, C und ObS fortgeführt, die 17 der 30 Abgeordneten in der Lagting hatte.

## Mitglieder des Kabinetts
Der Regierung gehörten folgende Politiker an:
| Amt                    | Amtsinhaber             | Partei | Partei | Beginn der Amtszeit | Ende der Amtszeit                   |
| ---------------------- | ----------------------- | ------ | ------ | ------------------- | ----------------------------------- |
| Lantråd                | Roger Jansson           |        | FS     | 24. November 1995   | 2. Dezember 1999                    |
| Vicelantråd Finanzen   | Roger Nordlund          |        | C      | 24. November 1995   | 2. Dezember 1999                    |
| Soziales und Umwelt    | Gun Carlson             |        | C      | 24. November 1995   | 2. Dezember 1999                    |
| Verkehr                | Anders Englund          |        | C      | 24. November 1995   | 2. Dezember 1999                    |
| Industrie              | Anders Eriksson         |        | C      | 24. November 1995   | 2. Dezember 1999                    |
| Bildung und Kultur     | Harriet Lindeman        |        | FS     | 24. November 1995   | 2. Dezember 1999                    |
| Kanzleiangelegenheiten | Erik Tudeer Bengt Häger |        | ObS    | 24. November 1995   | 15. September 1996 2. Dezember 1999 |